# Salvator Cupcea
Salvator P. Cupcea (cunoscut drept Salvador Cupcea, n. 8 august 1908, Carei, Austro-Ungaria – d. 1958) a fost un psiholog român, medic și om politic. S-a afirmat ca pionier al psihologiei românești și ca psihanalist, studiind în special marginali sociali. Mai târziu, a avut preocupări de igienă socială și eugenie, antropologie și criminologie.
Este unul dintre întemeietorii Universității de Medicină din Cluj și a Institutului de Psihiatrie din același oraș.

## Biografie

### Originile și familia
Născut la 8 august 1908, în Carei, Salvator Cupcea a fost unul dintre fiii lui Petru Cupcea, preot în Carei, și al Augustei Cupcea, născută Pteancu, fiica vestitului dascăl român, George Pteancu.
Familia lui făcea parte dintr-o importantă comunitate greco-catolică română din regiunea Crișana. Tatăl său, Petru Cupcea (1875–1940), a fost preot, mai târziu protopop de Supur și arhidiacon onorific, dar a fost activ și în Partidul Național Român începând din 1909. Strămoșii săi paterni și materni, Cupcea și Rednic, au fost primiți în nobilimea din Partium, urmărind titlurile lor aristocratice până la 1349 respectiv 1609.
Casa natală este situată pe strada Doina, lângă Biserica „Sfinții Mihail și Gavril”.

### Începutul carierei
A absolvit cursurile liceului „Vasile Lucaciu” din Carei în 1925. Se înscrie apoi la Facultatea de Filozofie și Litere a Universității Daciei Superioare din Cluj, pe care o absolvă în anul 1929.
La sfârșitul anilor '30 și începutul anilor '40, Cupcea a fost atras în politica fascistă. După cum a menționat autorul Nicolae Balotă, care a fost, de asemenea, un angajat al Institutului de Psihologie, el  a colaborat discret (și, ceea ce este important, prudent) cu Garda de Fier. Între timp, tatăl lui Cupcea era un lider al Partidului Național-Țărănesc din județul Sălaj și o figură importantă în cercurile democratice locale, în special activ în efortul de propagandă împotriva iredentismului maghiar.

### Activitate
Salvator Cupcea este încadrat în calitate de cercetător la Institutul de Igienă din Cluj, care funcționa ca filială a Bucureștiului, ocupând ulterior, în 1943, un post de lector la Facultatea de Medicină a Universității „Regele Ferdinand I”. A urcat toate treptele profesionale din cariera didactică ajungând profesor universitar, în 1948.
Din 1950 a lucrat de asemenea în cadrul unui colectiv de cercetare care a funcționat pe lângă Filiala din Cluj a Academiei Române. A ocupat  mai multe funcții cu caracter profesional: președinte al Societății Științelor Medicale, filiala Cluj (din 1951), decan al Facultății de Igienă (pe care a organizat-o), director al clinicilor universitare, șeful Catedrei de Igienă a IMF Cluj.
În august 1944, lovitura de stat a Regelui Mihai a aliniat România cu Aliații, ducând și la o ocupație sovietică. Abandonând fascismul, Cupcea și Roșca au căutat o apropiere de PCdR, pretinzându-se drept comuniști hotărâți. ASTRA a publicat Introducerea lui Cupcea la Biologia teoretică și aplicată în U.R.S.S.','care a fost o condamnare a rasismului științific și a darwinismului social, precum și o apărare tentativă a eugeniei non-rasiale. Articolul anunța că era eugeniei ca disciplină separată se apropie de sfârșit, deoarece eugenia a infuzat valorile de lucru ale biologilor sovietici, în special celor de la Institutul de Cercetare Medico-Biologică Maxim Gorki. Într-unul din tracturile sale eugenice din acel an, el a vehiculat ideea că genele „nu produc caracteristici în sine, ci mai degrabă oferă anumite linii directoare evolutive”, ceea ce sugera cititorilor săi că pedagogia a avut un rol major în cultivarea calităților înnăscute.
Între 1945-1947 a fost secretar general în Ministerul Sănătății, de unde și-a dat demisia revenind la Cluj. Din 1949 și până la moarte a fost director al Filialei Cluj a Institutului de Igienă și Sănătate Publică.